# اوده هیشیگی واکی گاتامه
اوده هیشیگی واکی گاتامه (به ژاپنی: 腕挫腋固)-(به انگلیسی: Ude hishigi waki gatame) یکی از فنون و تکنیک‌های دستهٔ کاتامه-وازا رشتهٔ ورزشی جودو است که در زیردستهٔ کانستسو-وازا دسته‌بندی می‌شود. هدف از این تکنیک، واردآوردن فشار و درگیرکردن بازوی حریف است.